# Slough Town FC
El Slough Town FC es un equipo de fútbol de Inglaterra que juega en la Conference South.

## Historia
Fue fundado en el año 1890 en la ciudad de Slough luego de la fusión de los equipos Swifts, Slough Albion y Young Men's Friendly Society como equipo de la Southern Alliance junto a equipos como Tottenham Hotspur y Windsor & Eton antes de pasar a la Great Western Suburban League. En 1921 intentó unirse a la Isthmian League pero perdió ante el Wycombe Wanderers en la votación. Posteriormente el Slough se unió a la Spartan League.
En 1936 los dueños del estadio del club, el Dolphin Stadium, vendieron el terreno a un consorcio de carreras del galgos, por lo que el club abandonó el estadio tres años después. Luego fueron forzados a compartir la sede con el Maidenhead United por varios años, y el club luego se fusiona con el Slough Centre para utilizar su sede. La fusión sería conocida como Slough United F.C.
Luego de finalizar la Segunda Guerra Mundial, el Slough Utd regresó a la Spartan League y lideró un movimiento para crear una nueva liga, la cual sería la Corinthian League. Desde ese momento el club ha sido conocido como "The Rebels". Poco tiempo después el Slough United se separaría en los dos equipos originales, y el Slough F.C. pasaría a llamarse Slough Town F.C.

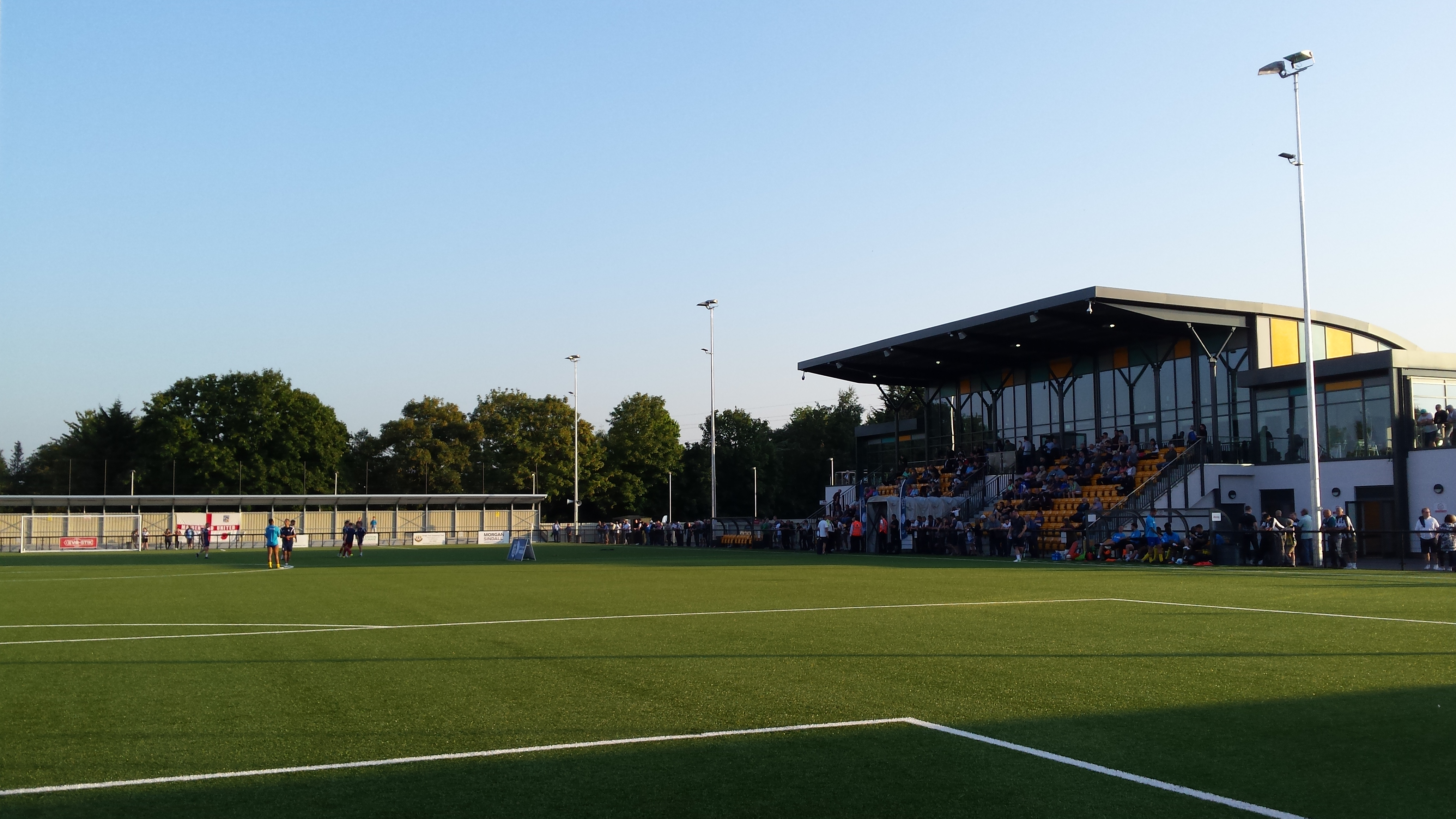
El Arbour Park en 2017.

Slough Town gana la Corinthian League en 1950–51 pero en 1964 la liga desaparece y el Slough, junto a otros equipos de la Corinthian League, se unen a la Athenian League por la expansión de la misma. Los Rebels ganaron la liga tres veces, logrando el ascenso a la Isthmian League en 1973. En los años 1980 fueron campeones de liga en dos ocasiones, obteniendo el ascenso a la Football Conference. Slough estuvo cuatro años en la liga hasta que descendió a la Isthmian League, volviendo al año siguiente, y pasó tres años en la liga Conference. En 1998 el consorcio del estadio dijo que la sede no se podía utilizar en la Conference luego de siete años de uso, por lo que el club fue descendido a la Isthmian League a pesar de terminar la temporada en octavo lugar.

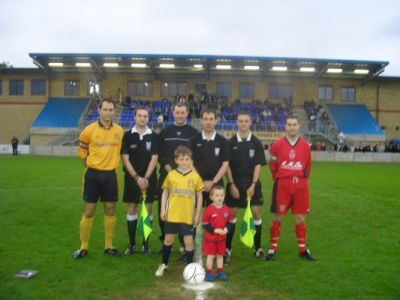
Slough Town vs Hampton & Richmond Borough en la final de la Isthmian League Cup en 2005.

Luego del descenso a la Isthmian League Division One en 2000–01 el club retomó el estatus de Premier Division en 2003–04 y permaneció en la liga hasta la temporada 2006–07 cuando terminó en último lugar y recibió 120 goles. En la temporada 2004–05 el Slough venció al Walsall de la Football League One y lo eliminó de la FA Cup, considerado por los medios como el partido del día, luego de que compartía la sede con el Meadow. El Slough se fue a la Southern Football League Division One South & West para la temporada 2007–08 cuando terminó en el lugar 21 entre 22 equipos. Inicialmente había descendido (por segunda ocasión consecutiva), mantuvo su lugar en la liga luego de que el Halifax Town cambiara de administración.
En la temporada 2004–05 el Slough Town venció al Walsall para avanzar a la segunda ronda de la FA Cup, donde fueron eliminados por el Yeading. El Slough Town ganó la copa de la Isthmian League en 2004–05 al vencer al Hampton & Richmond Borough 3–1 en la final con 2 goles de Ian Hodges y 1 de Josias Carbon.
En las siguientes dos temporadas, ahora como equipo de la Southern Football League Division One Midlands, el Slough seguía a prueba. En la temporada 2009–10 el Slough Town terminó en quinto lugar, clasificando al play-off de ascenso. Luego de vencer al segundo lugar Hitchin Town por 2–1 en la semifinal, pierde 0-4 ante el Chesham United en la final, permaneciendo en la liga en la temporada 2010–11. vuelve a finalizar en quinto lugar, perdiendo ante el Hitchin Town en el play-off semifinal por 1-4.
Luego de estar cerca del ascenso las dos últimas temporadas, el Slough renueva al entrenador Steve Bateman para la temporada 2012–13 luego de cuatro años en el cargo, perdiendo la clasificación a los play-offs por un punto. El club buscando una nueva dirección en la temporada 2013–14 apostó por Neil Baker y Jon Underwood, que dirigieron al Godalming Town el año anterior. Con el Godalming se movieron a la South & West Division luego de no clasificar a los play-offs, la mayoría del equipo decidió seguir a Baker y Underwood al Slough. En su primera temporada logran el ascenso vía play-offs. Slough venció 3–0 al Rugby Town en la semifinal antes de vencer en la final al Kettering Town ante 2331 espectadores en Latimer Park el 5 de mayo de 2014. El Slough iba perdiendo 0–2 al medio tiempo. Dos goles de Johnnie Dyer dieron el empate a los Rebels antes de que James McClurg anotara el gol de la victoria para ascender al club luego de varios años.
En la temporada 2017–18 fue de las mejores. En diciembre avanzó a la segunda ronda de la FA Cup donde enfrentó al Rochdale en casa. El partido fue televisado por BT Sport y el Slough perdió 0-4. Terminó en tercer lugar en la liga 3rd, lo que clasificó al Slough al play off. Venció 3–1 en casa al Kettering Town en la semifinal, para luego enfrentar de visita al King's Lynn Town en final. Un gol de Manny Williams al minuto 89 da la victoria por 2–1 y logra el ascenso a la National League South para la siguiente temporada.

## Récords
- Mayor victoria en liga: 17–0 v Railway Clearing House, 4 de marzo de 1922
- Mayor victoria en copa: 16–0 v Wolverton, 7 de diciembre de 1935
- Peor derrota en liga: 9–0 v AFC Wimbledon, 31 de marzo de 2007
- Peor derrota en copa: 11–1 v Chesham Town, 5 de febrero de 1910
- Mayor compra: 18 000 £ por Colin Fielder del Farnborough Town en 1991
- Mayor venta: 25 000 £ por Lloyd Owusu al Brentford en 1998
- Mayor cantidad de títulos en la Berks & Bucks Senior Cup: 11 (1902–03, 1919–20, 1923–24, 1926–27, 1935–36, 1954–55, 1970–71, 1971–72, 1976–77, 1980–81, 2018–19)
- Mejor participación en la FA Cup: Segunda ronda 8 veces (1970–71, 1979–80, 1982–83, 1985–86, 1986–87, 2004–05, 2017–18 and 2018–19)
- Mejor participación en la FA Trophy: Semifinales (1976–77 y 1997–98)
- Mejor participación en la FA Amateur Cup: Finalista (1972–73)